# Атлон (станция)
Атлон — узловая станция, открытая 3 октября 1859 года и обеспечивающая транспортной связью одноимённый город на границе графств Роскоммон и Уэстмит, Республика Ирландия. За этой станцией линия с Дублина разделяется в направлениях к Голуэй и Вестпорту. Также за ней примыкает закрытая ветка на Маллингар. На станции три платформы, одна из которых — островная.

## История
Первый пассажирский поезд в Атлоне совершил остановку 1 августа 1851 года на станции принадлежавшей Midland Great Western Railway, которая располагалась на западном берегу реки Шаннон. Станция Great Southern and Western Railway(в настоящее время станция Атлон) была построена на восточном берегу в 1859 году. На протяжении многих лет обе станции работали независимо, но в 1925 году в ходе слияния железнодорожных компаний их функции разделились. Южная станция стала товарной, в то время как Западная — пассажирской. В январе 1985 года Западная станция была закрыта и все функции по пассажирскому обслуживанию перешли ныне действующей станции, которая перед этим была отреставрирована.

#### Достопримечательности
Сам город Атлон представляет собой достопримечательность как географический центр Ирландии, расположенный одновременно в двух графствах — Роскоммон и Уэстмит, и двух провинциях — Коннахт и Ленстер, соответственно. Протекающая через него река Шаннон, создающая естественную границу между регионами и делящая город на две части, так же представляет собой интерес, как и пересекающие её автомобильный и железнодорожный мосты XIX века. На восточном берегу в южной части города расположен парк Бержеса, из которого открывается хороший вид на саму реку и на дамбу XIX века, создающую искусственный порог на реке. В городе располагается множество церквей, среди которых — собор Св. Петра и Св. Павла, ирландская и католическая церкви Св. Марии, ирландская церковь Св. Петра, францисканская церковь Св. Антония, церковь методистов Уэслин, церковь Тела Христова и другие. В городе много архитектурных памятников представляющих историческую и культурную ценность, среди которых замок Атлон, Работный дом Атлона, казармы Кастама, дом судьи Девениша, гостиница Шемрок Лодж, кинотеатр Риц Синема, здание старой библиотеки (известна также как здание ратуши с 1912 года и дом отца Мэтью с 1950-х). Есть и современные примечательные места в городе — такие как современная автобусная станция или торговый центр «Золотой остров». Не безынтересны будут такие необычные памятники, как обводной канал XVIII века, скульптурная группа «Св. Франциск и мальчик», кладбище аббатства и старейший в мире паб Sean's Bar, ведущий свою историю с 900-х годов и занесённый в «Книгу рекордов Гиннесса». Вокруг города так же есть множество разноплановых — природных, исторических, архитектурных — достопримечательностей, например к северу от города расположено озеро Лох-Ри, к востоку развалины замка Мойдрём, а к юго-западу — монастырь Клонмакнойс.